# Martín de Tiebas
Martín de Tiebas (Zaragoza, ¿? - Huesca, abril de 1601, fl. 1586-1601) fue un maestro de capilla español.

## Vida
El siglo XVI fue un siglo difícil en Huesca —una pequeña ciudad con una población estable de unos 3000 habitantes— con tres brotes de peste o de epidemias en 1533, 1564 y 1584, este último precisamente el año de partida del maestro Esteban Álvarez. Álvarez, procedente de Medinaceli, había ocupado el cargo en 1580 y debió irse antes de la Semana Santa de 1584, quedando de interino el contralto Lázaro Nuez. Se tardó más de dos años en ocupar el cargo.
El seglar Martín de Tiebas fue nombrado maestro de capilla de la Catedral de Huesca el 4 de octubre de 1586. Se le prometió un salario equivalente al de un subdiácono, además de un aumento de ocho sueldos de dineros, además de cederle una casa para su vivienda junto a la Prepositura. Una de sus funciones era la educación y manutención de los infantes, a pesar de no ser religioso.
Tomó posesión del cargo el 4 de noviembre de 1586 ante el notario Andrés de Castro. Cuatro meses después, el 7 de marzo de 1587 fue admitido a la clerecía y se le aumentó el sueldo en 600 sueldos jaqueses, «por los buenos servicios que vos el Rdo. mossen Martin de Tiebas maestro de capilla de la Seo de Huesca habeis hecho.»
Sin embargo, Tiebas contrajo matrimonio hacia 1591.

[...] resolvieron [los canónigos] que al maestro de capilla se le consignen ochenta y cinco libras jaquesas pagaderas en dos ferias como es costumbre y mas distribucion de dos dineros en cada hora y todos fueron conformes sino el canonigo Longares y el canonigo Campos los quales dixeron que se casasse en buen hora, que despues de casado verian lo acedero, lo qual se ha de entender en caso que dicho maestro se case y sino que se este con la raccion y otros emolumentos como antes se estaba y durante el beneplacito del capitulo.
8 de febrero de 1591

En 1593 participó como examinador en las oposiciones al cargo de maestro de capilla de La Seo zaragozana, aunque no formó parte del jurado que daría la plaza a Francisco de Silos, compuesto por Cristóbal Cortés, maestro del Pilar, fray Blay, franciscano del convento de Jesús,y fray Juan Sánchez, franciscano del convento de San Francisco. El hecho de que se llamase a Tiebas desde Huesca y que fuese examinador de unas oposiciones a puerta cerrada —«a fin que no entrase la chusma»—, junto con los canónigos y el maestro de capilla del Hospital de Nuestra Señora de Gracia, Martín Torrellas, da a entender el prestigio de Tiebas como músico.
No se tienen más noticias suyas hasta su enfermedad en 1594, «digo doscientos sueldos de aiuda de costa por causa de su enfermedad.»
Fallecería siete años después, en 1601, «in mense aprilis anni domini 1601 obiit Martinus Tiebas», tal como se consigna en el Libro Primero de Prepositura. El mes siguiente se cabildo acuerda que «se diesse a la mujer del maestro de capilla Martin de Tiebas medio cahiz de trigo por los dias que dio de comer a los infantes despues de muerto su marido».
Durante los meses que van desde la muerte de Tiebas y a la llegada del nuevo maestro Esteban de Fuentes en noviembre de 1601, se encargó de forma interina el contralto Jusepe Nadal de las responsabilidades del cargo.